# 팻시 피즈
팻시 피즈(Patsy Pease, 1956년 7월 5일 ~ )는 미국의 배우, 텔레비전 배우, 영화배우이다.
샬럿에서 태어났다.

## 영화
- 토탈 리얼리티 (1997년)
- 위험한 증거 (1994년)
- 마법의 비디오 채널 (1988년)
- 스페이스 레이더스 (1983년)
- 어둠의 방랑자 (1980년)
- 더 영 앤 더 레스트리스 (1973년)
- 우리 생애 나날들 (1965년)